# ۱۰۶ (پیش از میلاد)
۱۰۶ (پیش از میلاد) ۱۰۶مین سال قبل از تقویم میلادی است.